# ضريح أبي عثمان المغربي
ضريح أبو عثمان سعيد مغربي (بالفارسية: آرامگاه ابوعثمان سعید مغربی) ضريح تاريخي يعود إلى دولة بهلوية، ويقع في نيسابور. هذا المبنى هو قبر أبو عثمان المغربي.

## معرض الصور

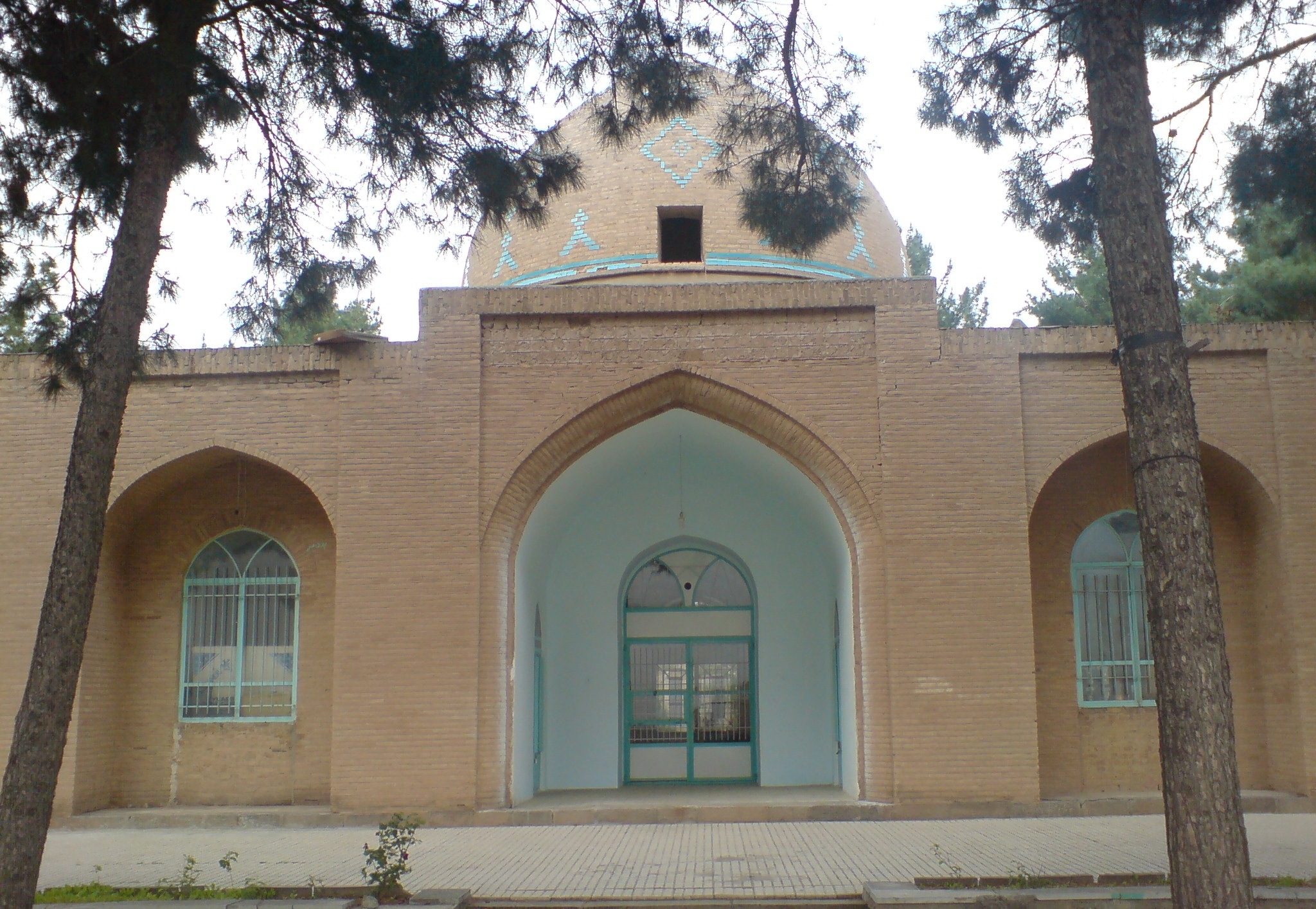
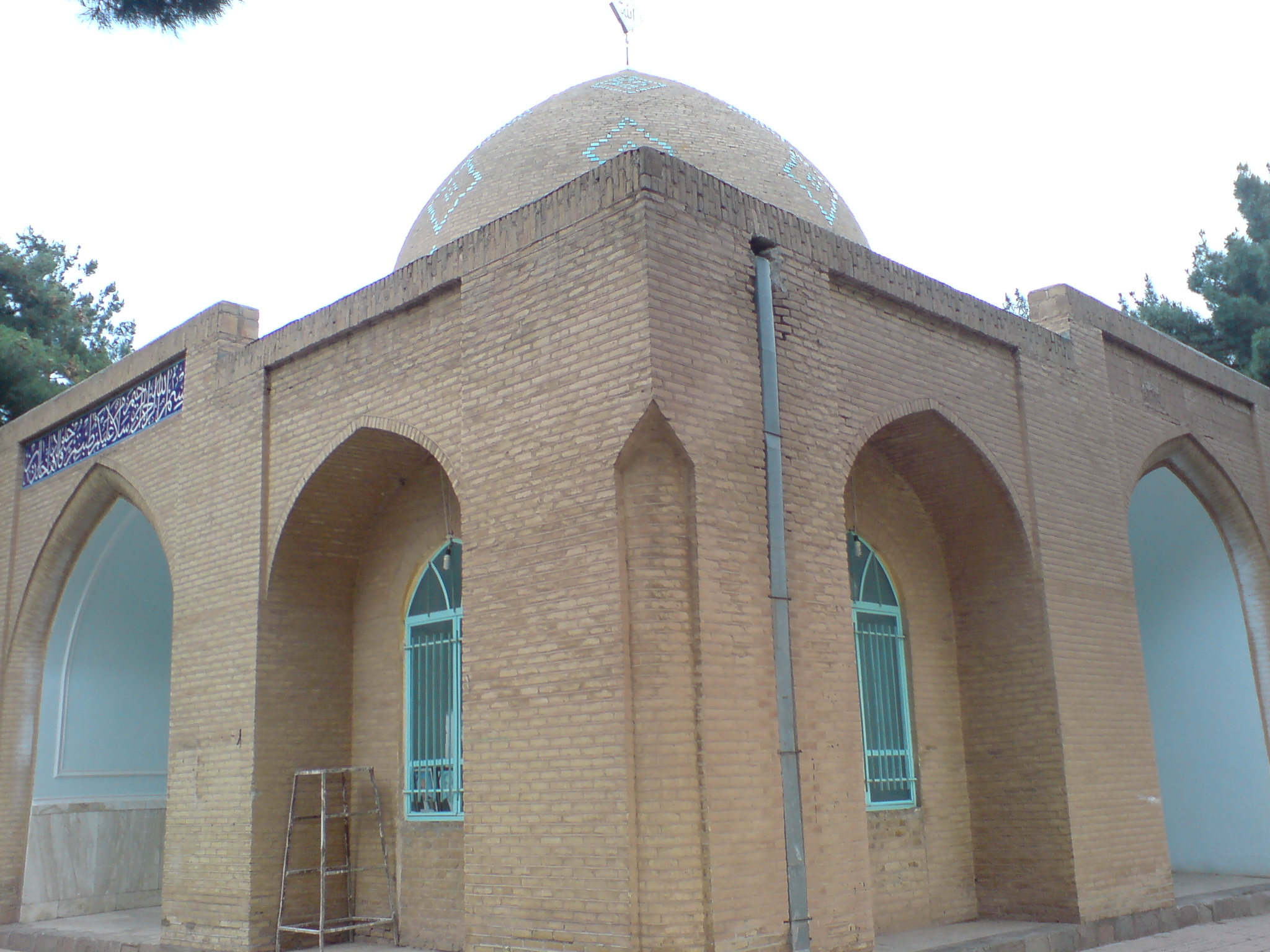
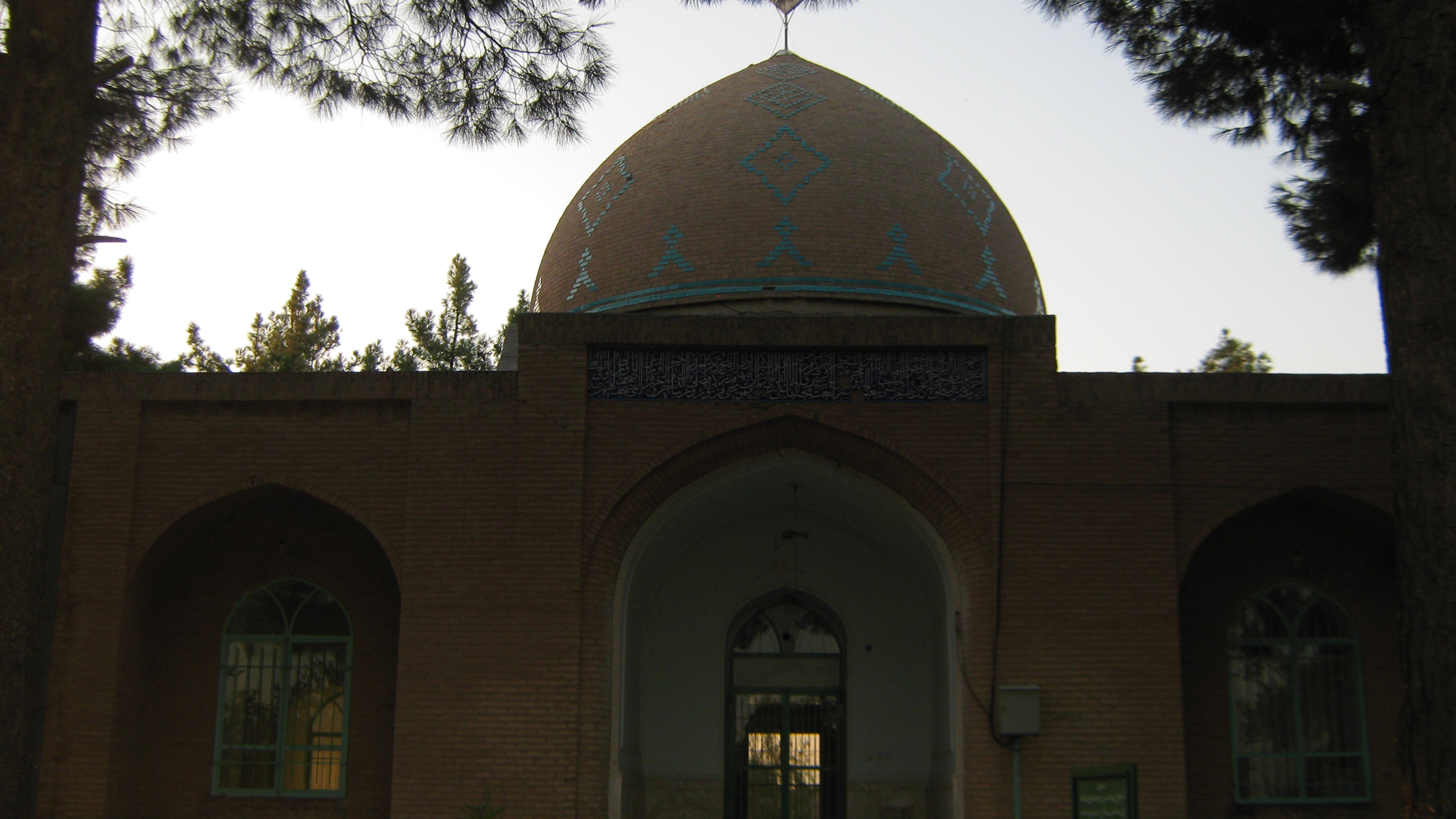
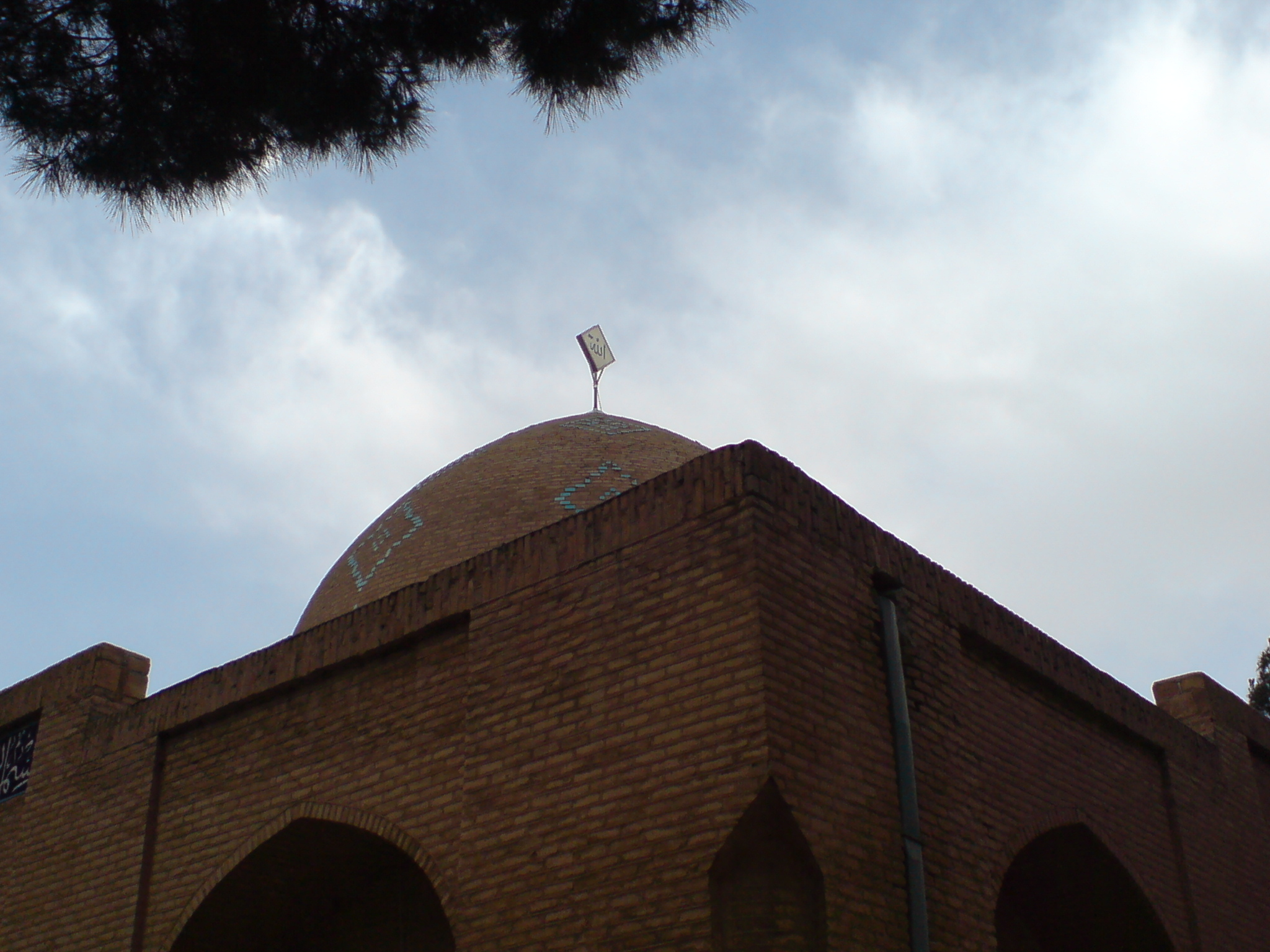
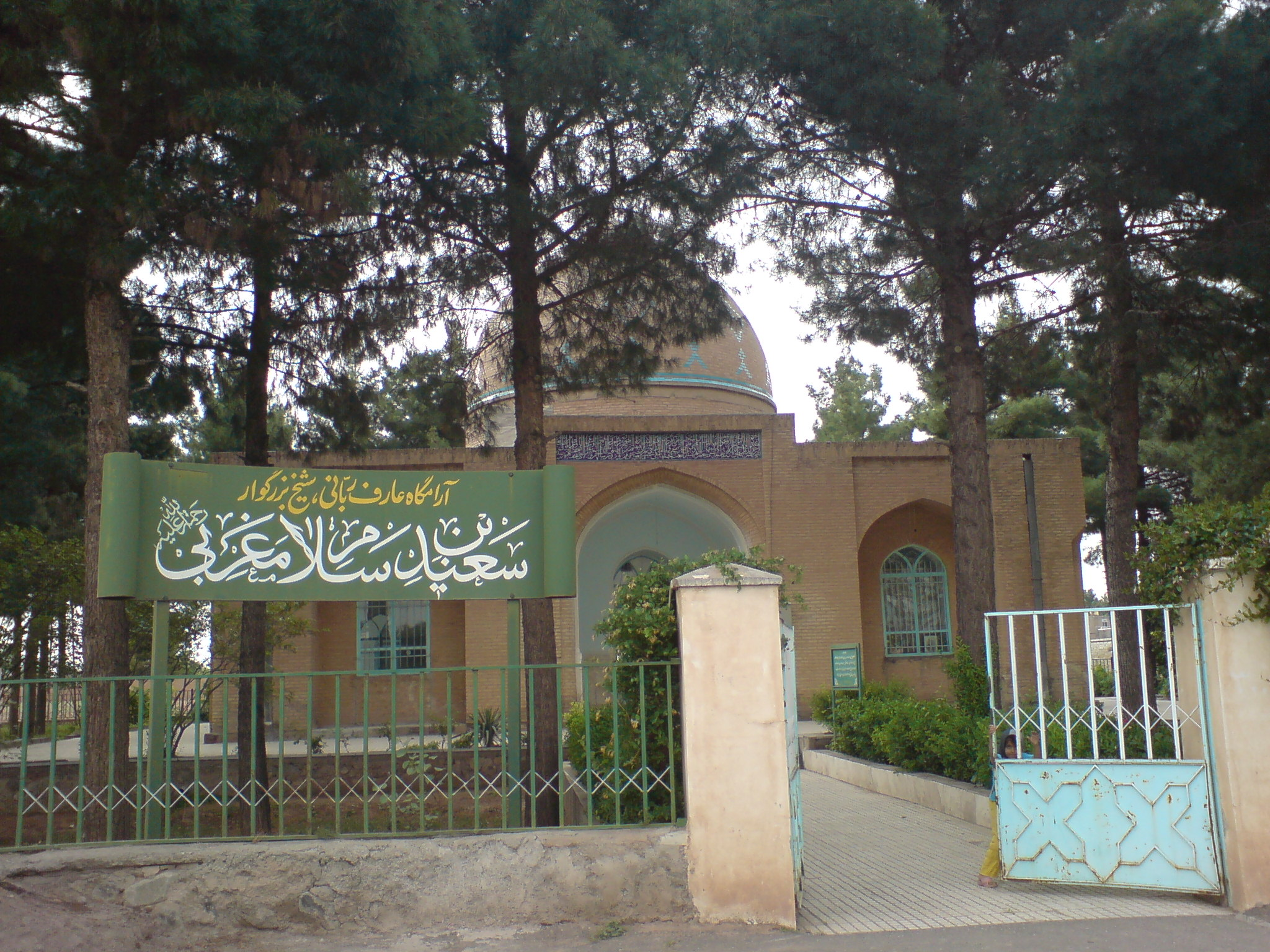
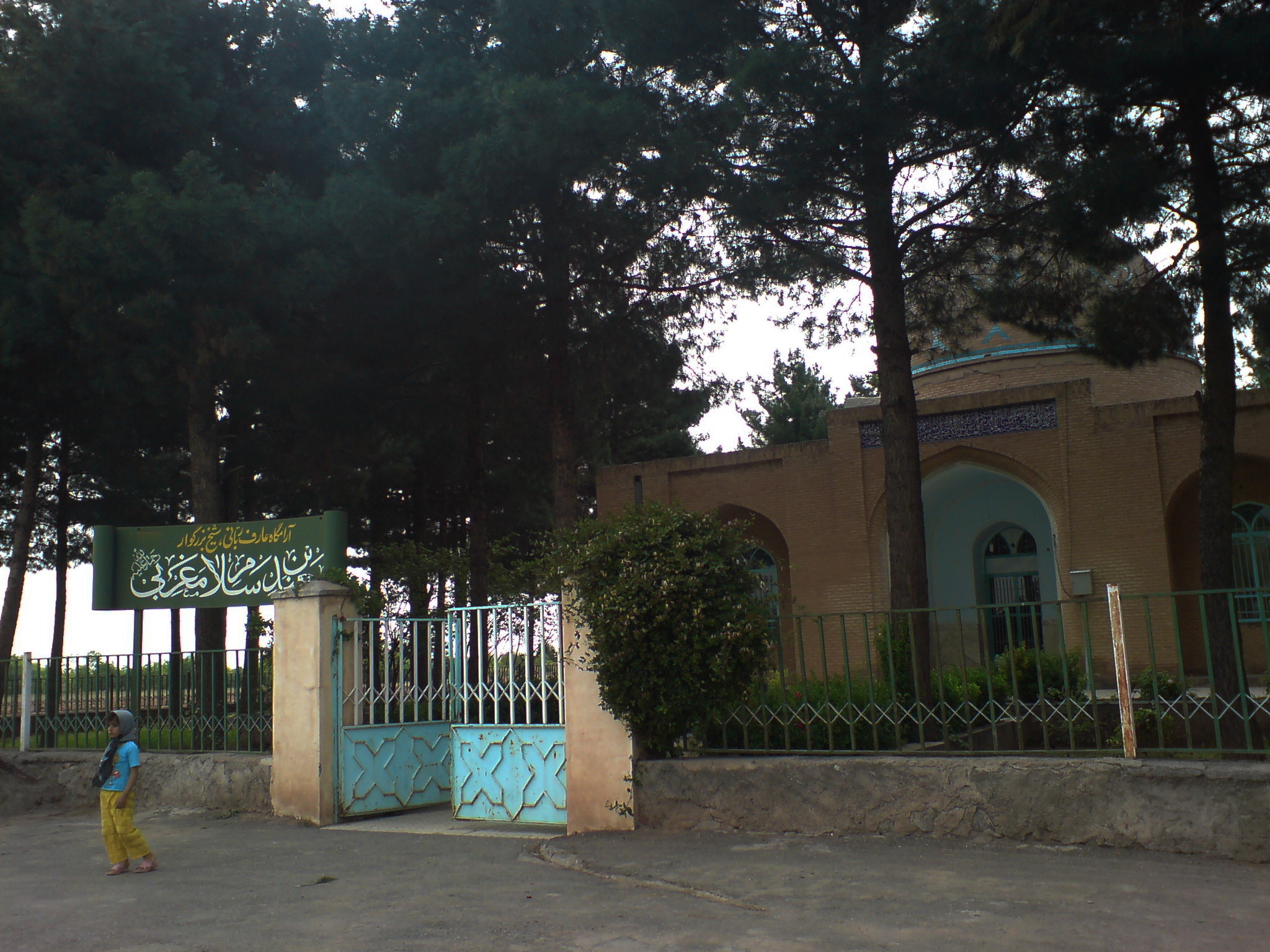
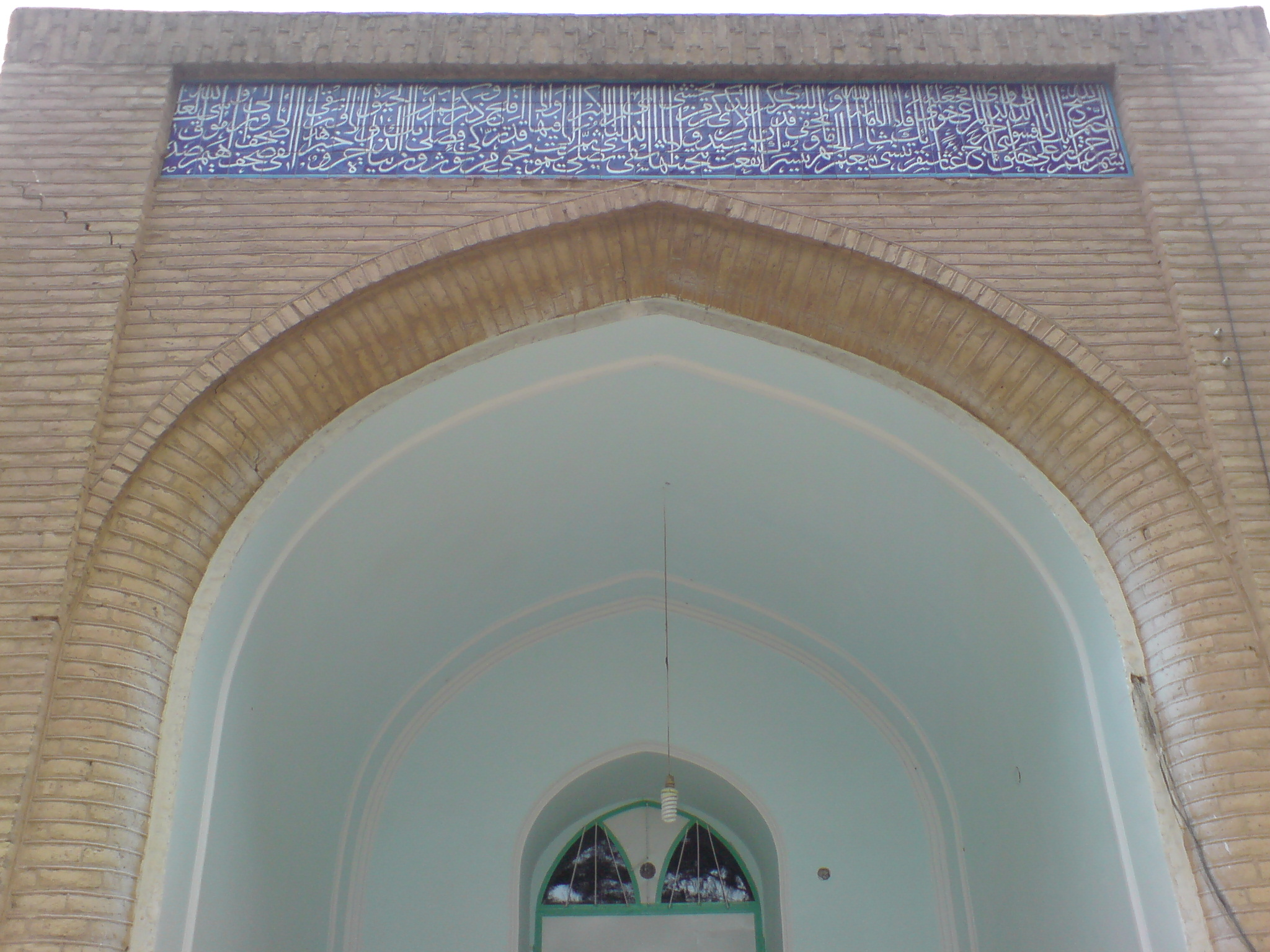
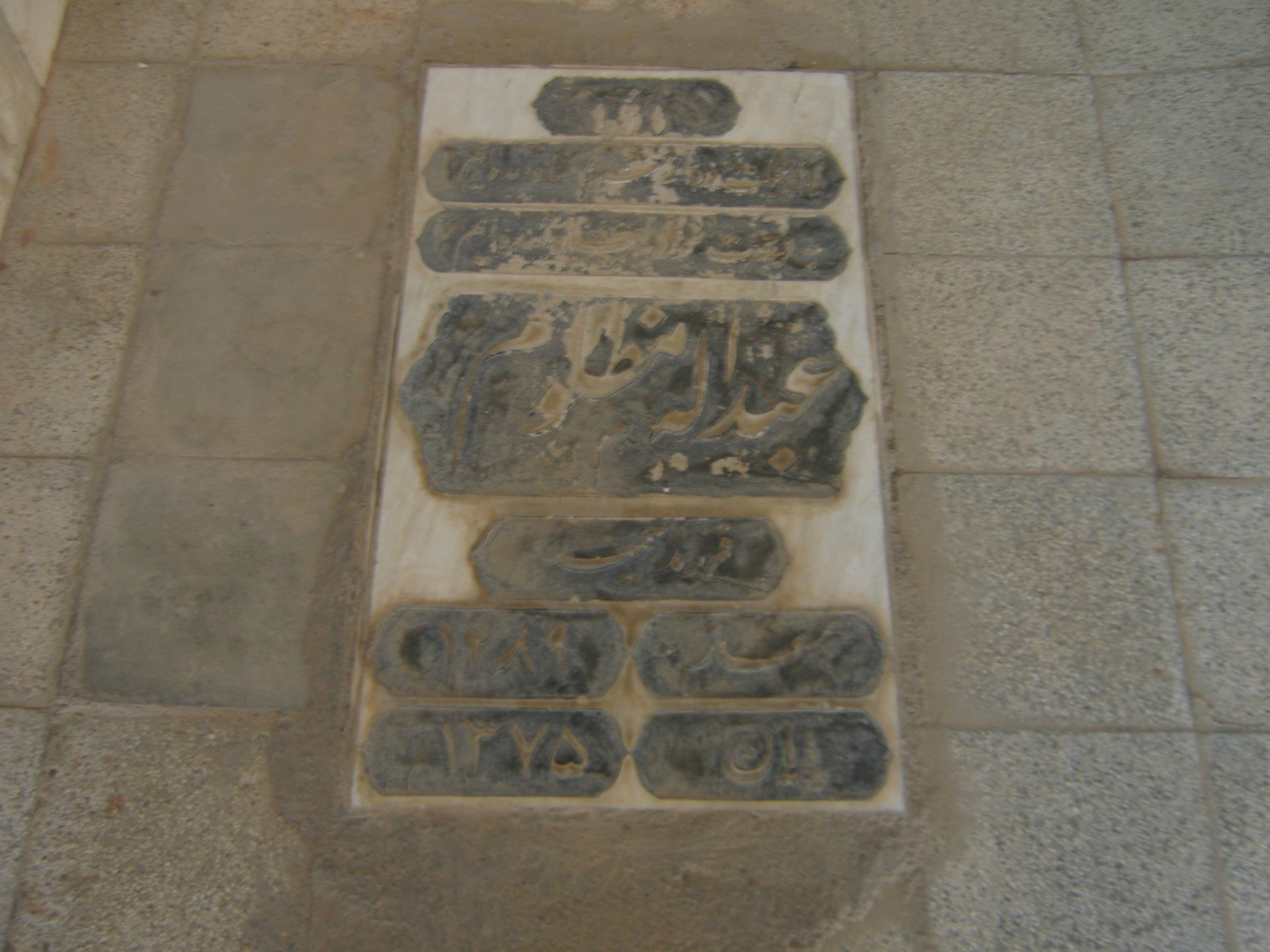